# Acalypha lovelandii
Acalypha lovelandii é uma espécie de flor do gênero Acalypha, pertencente à família Euphorbiaceae.